# Alloneuron ulei
Alloneuron ulei är en tvåhjärtbladig växtart som beskrevs av Pilg.. Alloneuron ulei ingår i släktet Alloneuron och familjen Melastomataceae. Inga underarter finns listade i Catalogue of Life.